# Новоселище (Приморский край)
Новоселище — село в Ханкайском районе Приморского края России.
Входит в состав муниципального образования Камень-Рыболовское сельское поселение. До 2015 года являлось центром Новоселищенского сельского поселения.

## История
Основано село переселенцами с Украины, Белоруссии. Первые жители строили балаганы из брёвен и накрывали травой, спасаясь от дождя и змей, которых здесь было великое множество. Не было кирпичей для строительства печей, не хватало инструментов. Землю корчевали кто как мог. Только на второй год появилась деревянная соха, в которую впрягали всех: коров, быков, лошадей.
В 30-е годы в селе был создан колхоз им. Решетникова, в честь партизанского командира, трагически погибшего в борьбе с бандитами. При поддержке местных властей жители села облагородили пруд у села, в котором раньше нельзя было купаться. Посадили деревья, цветы, развели рыбу, и пруд стал излюбленным местом отдыха взрослых и детей. Славилась в те годы Новоселищинская ученическая бригада. Она была известна не только в селе, но и в районе, крае, России. В годы перестройки хозяйство пришло в упадок. И ситуация стала понемногу выправляться лишь с присоединением новоселищенцев к Алексеевке.

## Население
| 2002 | 2005 | 2010 |
| ---- | ---- | ---- |
| 976  | ↗987 | ↘792 |

## Инфраструктура
В селе располагается сельсовет, имеется средняя школа, библиотека, детсад, почта, магазины, расположено одно крестьянское хозяйство. При средней школе открыт музей истории села.